# Acid boric
Acidul boric, numit și acid ortoboric sau acidum boricum  sau acid boracic este un oxiacid al borului solid cu cristale lucioase, incolore, translucide, alcătuite din molecule plane similare unui hidroxid de bor B(OH)3 ( cu B hibridizat sp2) unite prin legături de hidrogen.

Acidul boric, în soluție apoasă, e un acid monobazic foarte slab (constantă de aciditate Ka=3,8x10-10). Aciditatea acidului boric este evidențiată prin formarea speciilor tetracoordinate, [B(OH)4]-, în urma reacției cu apa: 

B(OH)3 + 2H2O = [B(OH)4]- + H3O+

Echilibrul este mult deplasat spre stânga, din cauza formării acizilor poliborici care sunt acizi tari.

Acidul boric este utilizat uneori ca antiseptic, insecticid, ignifug, în centrale electrice nucleare pentru controlul ratei de fisiune nucleară a uraniului prin absorbție de neutroni, și ca precursor al altor compuși chimici.
Există sub formă de cristale incolore sau pudră albă și este solubil în apă. Are formula chimică H3BO3, scris uneori și B(OH)3. Când apare ca mineral, este numit sasolin.
Acidul boric se poate deshidrata obținându-se trioxid de bor care în reacție cu apa degajă intens căldură.
Este disponibil în farmacii. Mai este utilizat și pentru uz extern în cazul acneei, fiind amestecat cu o anumită cantitate de apă în funcție de prescripția dermatologului.

## Structură și substituenți
Grupurile hidroxil din structura acidului pot fi substituite cu halogen rezultând acizi mono- și disubstituiți cum ar fi acid fluoroboric, difluoroboric, etc.
Substituirea cu trei halogeni dă trifluorură de bor, triclorură de bor, tribromură de bor, triiodură de bor, etc.

## Preparare
Acidul boric se obține prin reacția dintre poliborați și acizi tari; acizii poliborici nu sunt stabili și formează specii condensate. 
În laborator acidul boric se poate obține prin reacția boraxului cu un acid mineral, de exemplu cu acid sulfuric conform reacției:

Na2B4O7x10H2O + H2SO4 = 4B(OH)3 + Na2SO4 + 5H2O

## Determinarea purității
Puritatea acidului boric se determină prin titrare cu o soluție de hidroxid de sodiu, în prezență de fenolftaleină. Neutralizarea acidului boric cu NaOH decurge conform ecuației: 

B(OH)3 + NaOH = Na+[B(OH)4]- 

Titrarea acidului boric este posibilă numai dacă acestuia i se mărește gradul de disociere (tăria ionică) care se realizează prin:

□ adăugare de NaCl (sare)

□ condensare cu polialcooli (glicerină, manită, glucoză etc.)

## Aditiv alimentar
Acidul boric era utilizat pe scară largă pentru conservarea alimentelor din anii 1870 până în anii 1920, dar a fost ulterior interzis după primul război mondial din cauza toxicității sale, așa cum s-a demonstrat în studiile pe animale și la om. În timpul celui de-al doilea război mondial, nevoia urgentă de conservanți ieftini, disponibili pentru alimente a dus la utilizarea din nou, dar a fost apoi interzis din nou în anii 1950.